# Ozon (Hautes-Pyrénées)
Ozon is een gemeente in het Franse departement Hautes-Pyrénées (regio Occitanie) en telt 268 inwoners (2005). De plaats maakt deel uit van het arrondissement Tarbes.

## Geografie
De oppervlakte van Ozon bedraagt 9,1 km², de bevolkingsdichtheid is 29,5 inwoners per km².

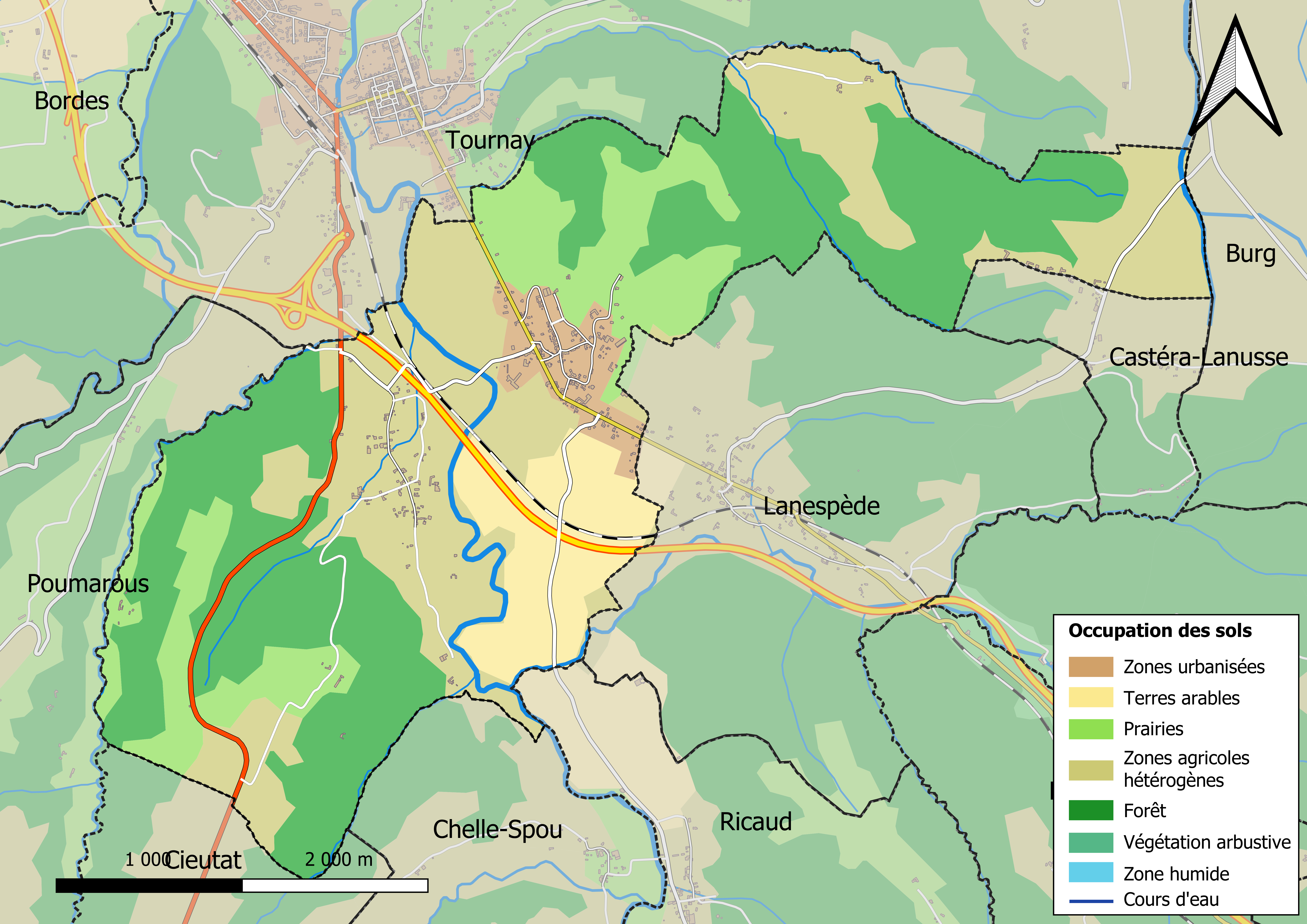
Kaart van de gemeente met belangrijkste infrastructuur, bodemgebruik en omliggende gemeenten

## Geschiedenis
Het dorpje Ozon is ontstaan rond de chemische fabriek van de Frans-Zwitserse uitvinder Christian Friedrich Schönbein, de eerste fabriek waar in de negentiende eeuw op grote schaal Ozon werd geproduceerd.

## Demografie
Onderstaande figuur toont het verloop van het inwonertal (bron: INSEE-tellingen).